# تكامل غاوسي

بيان الدالة ƒ(x) = e−x^{2} والمساحة الموجودة بين منحنى الدالة ومحور السينات x، والتي تساوي.

التكامل الغاوسي (بالإنجليزية: Gaussian integral)‏ (يعرف أيضا بتكامل أويلر-بواسون أو تكامل بواسون أو تكامل الاحتمالية) هو تكامل الدالة الغاوسية e−x2 على خط الأعداد الحقيقية الداخلي.
أطلقت التسمية على اسم عالم الرياضيات والفيزياء كارل فريدريك غاوس. يعطى التكامل بالعلاقة:
{\displaystyle \int _{-\infty }^{\infty }e^{-x^{2}}\,dx={\sqrt {\pi }}.}
لهذا التكامل العديد من التطبيقات. عند توحيده بحيث تصبح قيمته هي  1، يصبح دالة الكثافة للتوزيع الطبيعي (انظر أيضاً دالة الخطأ). إنها دالة ذاتية من تحويل فورييه المستمر.
بالرغم من عدم وجود دالة ابتدائية لدالة الخطأ، كما يمكن إثباته من خوارزمية ريش، يمكن حل التكامل الغاوسي بالتحليل بواسطة أدوات التفاضل والتكامل. بمعنى آخر، لا يوجد مشتق عكسي أساسي للدالة {\displaystyle \scriptstyle \int e^{-x^{2}}\,dx} ولكن يمكن حل التكامل المحدود {\displaystyle \scriptstyle \int _{-\infty }^{\infty }e^{-x^{2}}\,dx}.
أحيانا يكون الأس ليس على الصورة المربعة، وعندها يمكن استخدام إكمال المربع لتحويل الأس إلى الصورة المربعة التي ينطبق عليها حالة تكامل غاوس.

## الحساب

### بالإحداثيات القطبية
أحد الطرق القياسية لحساب التكامل الغاوسي هي
- بالنسبة للدالة e−(x2 + y2) = e−r2 في المستوى R2، يمكن حساب تكاملها بطريقتين:
- من جهة، بواسطة التكامل الثنائي في نظام الإحداثيات الكارتيزية يكون التكامل مربعاً::

{\displaystyle \left(\int e^{-x^{2}}\,dx\right)^{2};}
- أو بطريقة أخرى أخرى بواسطة تكامل القشرة (حالة خاصة من التكامل الثنائي في الإحداثيات القطبية)، يمكن بيان أن التكامل يساوي {\displaystyle \pi }.

بمقارنة الحسابين السابقين نحصل على التكامل، ولكن ينبغي أخذ الحذر بشأن التكاملات الخاطئة التي يمكن أن تحدث.

#### إثبات وجيز
بإيجاز، باستعمال الطريقة السابقة، يمكن للمرء من جهة حساب أن،
{\displaystyle {\begin{aligned}\int _{\mathbf {R} ^{2}}e^{-(x^{2}+y^{2})}\,dA&=\int _{-\infty }^{\infty }\int _{-\infty }^{\infty }e^{-(x^{2}+y^{2})}\,dx\,dy\\&=\left(\int _{-\infty }^{\infty }e^{-x^{2}}\,dx\right)\cdot \left(\int _{-\infty }^{\infty }e^{-y^{2}}\,dy\right)\\&=\left(\int _{-\infty }^{\infty }e^{-x^{2}}\,dx\right)^{2}\end{aligned}}}
ومن جهة أخرى
{\displaystyle {\begin{aligned}\int _{\mathbf {R} ^{2}}e^{-(x^{2}+y^{2})}\,dA&=\int _{0}^{2\pi }\int _{0}^{\infty }e^{-r^{2}}r\,dr\,d\theta \\&=2\pi \int _{0}^{\infty }re^{-r^{2}}\,dr\\&=2\pi \int _{-\infty }^{0}{\frac {1}{2}}e^{s}\,ds=\pi \int _{-\infty }^{0}e^{s}\,ds=\pi (e^{0}-e^{-\infty })\\&=\pi (1-0)=\pi ,\end{aligned}}}
حيث أن معامل r يأتي من الانتقال إلى الإحداثيات القطبية (r dr dθ هي المقياس العياري في المستوى، معبراً عنه بالإحداثيات القطبية)، وبالتعويض نأخذ s = −r2, so ds = −2r dr.
بدمج هذه نحصل على
{\displaystyle \left(\int _{-\infty }^{\infty }e^{-x^{2}}\,dx\right)^{2}=\pi ,}
وعليه
{\displaystyle \int _{-\infty }^{\infty }e^{-x^{2}}\,dx={\sqrt {\pi }}}.

#### إثبات حريص
للتأكد من التكاملات الثنائية الخاطئة ومساواة التعبيرين، يمكننا البدء بدالة تقريبية:
{\displaystyle I(a)=\int _{-a}^{a}e^{-x^{2}}dx.}
حتى نعمل التكامل بالعلاقة
{\displaystyle \lim _{a\to \infty }I(a)=\int _{-\infty }^{\infty }e^{-x^{2}}\,dx,}
بما أن
{\displaystyle \int _{-\infty }^{\infty }e^{-x^{2}}\,dx<\int _{-\infty }^{-1}-xe^{-x^{2}}\,dx+\int _{-1}^{1}e^{-x^{2}}\,dx+\int _{1}^{\infty }xe^{-x^{2}}\,dx<\infty .}
بأخذ الجذر التربيعي لـ I(a) نحصل على
{\displaystyle {\begin{aligned}I(a)^{2}&=\left(\int _{-a}^{a}e^{-x^{2}}\,dx\right)\cdot \left(\int _{-a}^{a}e^{-y^{2}}\,dy\right)\\&=\int _{-a}^{a}\left(\int _{-a}^{a}e^{-y^{2}}\,dy\right)\,e^{-x^{2}}\,dx\\&=\int _{-a}^{a}\int _{-a}^{a}e^{-(x^{2}+y^{2})}\,dx\,dy.\end{aligned}}}
باستعمال مبرهنة فورييه، ميكن بيان أن التكامل الثنائي السابق يكافئ تكامل مساحة
{\displaystyle \int e^{-(x^{2}+y^{2})}\,d(x,y),}
تم أخذها على مربع ررؤوسه {(−a, a), (a, a), (a, −a), (−a, −a)} في المستوى xy.
لما كانت الدالة الأسية أكبر من 0 لجميع الأعداد الحقيقية، فإننا نستنتج من ذلك أن التكامل المأخوذ على دائرة المربع ينبغي أن يكون أقل من {\displaystyle I(a)^{2}\,}، وكذلك التكامل المأخوذ على دائرة محيط المربع يجب أن يكون أكبر من {\displaystyle I(a)^{2}\,}. التكاملات على القرصينيمكن حسابها بسهولة وذلك بالانتقال من الإحداثيات الكارتيزية إلى القطبية:
{\displaystyle {\begin{aligned}x&=r\cos \theta \\y&=r\sin \theta \\d(x,y)&=r\,d(r,\theta ).\end{aligned}}}
{\displaystyle \int _{0}^{2\pi }\int _{0}^{a}re^{-r^{2}}\,dr\,d\theta <I^{2}(a)<\int _{0}^{2\pi }\int _{0}^{a{\sqrt {2}}}re^{-r^{2}}\,dr\,d\theta .}
بالتكامل،
{\displaystyle \pi (1-e^{-a^{2}})<I^{2}(a)<\pi (1-e^{-2a^{2}}).}
من مبرهنة العصر، نحصل على التكامل الغاوسي
{\displaystyle \int _{-\infty }^{\infty }e^{-x^{2}}\,dx={\sqrt {\pi }}.}

### بالإحداثيات الكارتيزية
كتب جورغاكيس بأن «طريقة أفضل بديلة للطريقة المعتادة المستعملة للتخفيض إلى الإحداثيات القطبية».
لتكن
{\displaystyle {\begin{aligned}y&=xs\\dy&=x\,ds.\end{aligned}}}
بما أن النهيات على {\displaystyle s} عندما تقترب{\displaystyle y} من {\displaystyle \pm \infty } تعتمد على إشارة {\displaystyle x}، فإنها تبسط الحساب لاستعمال الحقيقة القائلة بأن {\displaystyle e^{-x^{2}}} هي دالة زوجية، وأنه لذلك، يكون التكامل على جميع الأعداد الحقيقية عبارة عن ضعف التكامل من صفر إلى مالاهناية. أي أنه {\displaystyle \int _{-\infty }^{\infty }e^{-x^{2}}\,dx=2\int _{0}^{\infty }e^{-x^{2}}\,dx}. بالتالي بالتكامل المربع {\displaystyle x\geq 0}، والمتغيرات {\displaystyle y} و{\displaystyle s} لها نفس النهايات. نحصل على:
{\displaystyle I^{2}=4\int _{0}^{\infty }\int _{0}^{\infty }e^{-(x^{2}+y^{2})}dy\,dx.}
بالتالي
{\displaystyle {\begin{aligned}{\frac {I^{2}}{4}}&=\int _{0}^{\infty }\left(\int _{0}^{\infty }e^{-(x^{2}+y^{2})}\,dy\right)\,dx=\int _{0}^{\infty }\left(\int _{0}^{\infty }e^{-x^{2}(1+s^{2})}x\,ds\right)dx\\[5pt]&=\int _{0}^{\infty }\left(\int _{0}^{\infty }e^{-x^{2}(1+s^{2})}x\,dx\right)\,ds\\[5pt]&=\int _{0}^{\infty }\left[{\frac {1}{-2(1+s^{2})}}e^{-x^{2}(1+s^{2})}\right]_{0}^{\infty }\,ds={\frac {1}{2}}\int _{0}^{\infty }{\frac {ds}{1+s^{2}}}\\[5pt]&={\frac {1}{2}}\left.\arctan s{\frac {}{}}\right|_{0}^{\infty }={\frac {\pi }{4}}.\end{aligned}}}
أخيراً، {\displaystyle I={\sqrt {\pi }}}كما كان متوقعا.

## علاقته بدلالة غاما
التكامل عبارة عن دالة زوجية،
{\displaystyle \int _{-\infty }^{\infty }e^{-x^{2}}dx=2\int _{0}^{\infty }e^{-x^{2}}dx}
لذا، بعد تبديل المتغيرات {\displaystyle x={\sqrt {t}}}، يتحول هذا إلى تكامل أويلر
{\displaystyle \int _{0}^{\infty }e^{-t}\ t^{-1/2}dt\,=\,\Gamma \left({\frac {1}{2}}\right)}
حيث Γ هي دالة غاما. وهذا يفسر سبب أن مضروب نصف عدد صحيح هو عدد نسبي من مضاعفات {\displaystyle {\sqrt {\pi }}}. بتعميم أكثر،
{\displaystyle \int _{0}^{\infty }e^{-ax^{b}}dx=a^{-1/b}\,\Gamma \left(1+{\frac {1}{b}}\right).}

## تعميمات

### تكامل الدالة الغاوسية
يكون تكامل دالة اعتباطية غاوسية هو
{\displaystyle \int _{-\infty }^{\infty }ae^{-(x+b)^{2}/c^{2}}\,dx=ac{\sqrt {\pi }}.}
وله صورة بديلة هي
{\displaystyle \int _{-\infty }^{\infty }a\,e^{-bx^{2}+cx+f}\,dx=a\,{\sqrt {\frac {\pi }{b}}}\,\exp \left(c^{2}/4b+f\right),}

### التعميم الدالي والنوني البعد
بفرض أن A هي مصفوفة تباين invertible معرفة-موجبا متماثلة (أي قابلة للعكس) n×n. بالتالي،
{\displaystyle \quad \int _{-\infty }^{\infty }\exp \left(-{\frac {1}{2}}\sum _{i,j=1}^{n}A_{ij}x_{i}x_{j}\right)\,d^{n}x={\sqrt {\frac {(2\pi )^{n}}{\det A}}}}
يفهم التكامل على أنه علىRn. يفاد من هذه الحقيقة في دراسة التوزيع الطبيعي متعدد التباين.
كذلك،
{\displaystyle {\begin{aligned}&{}\quad \int x^{k_{1}}\cdots x^{k_{2N}}\,\exp \left(-{\frac {1}{2}}\sum _{i,j=1}^{n}A_{ij}x_{i}x_{j}\right)\,d^{n}x\\&={\sqrt {\frac {(2\pi )^{n}}{\det A}}}\,{\frac {1}{2^{N}N!}}\,\sum _{\sigma \in S_{2N}}(A^{-1})^{k_{\sigma (1)}k_{\sigma (2)}}\cdots (A^{-1})^{k_{\sigma (2N-1)}k_{\sigma (2N)}}\end{aligned}}}
حيث σ هي تباديل {1,..., 2N} والعامل الإضافي في الطرف الأيمن هو المجموع لجميع أزواج التوافيق {1,..., 2N} لنسخN من A−1.
بالمثل،
{\displaystyle \int f({\vec {x}})\,\exp \left(-{\frac {1}{2}}\sum _{i,j=1}^{n}A_{ij}x_{i}x_{j}\right)d^{n}x={\sqrt {(2\pi )^{n} \over \det A}}\,\left.\exp \left({1 \over 2}\sum _{i,j=1}^{n}(A^{-1})_{ij}{\partial  \over \partial x_{i}}{\partial  \over \partial x_{j}}\right)f({\vec {x}})\right|_{{\vec {x}}=0}}
لأجل دالة تحليلية f، إذا علم أنها تحقق بعض الروابط السليمة لنموها وبعض معايير أخرى. (هذا ينجح مع بعض الدوال ويفشل مع البعض الآخر. الأمر ناجح مع كثيرات الحدود.) يفهم الأس على عامل تفاضلي بأنه متسلسلة قوى.
بما أن التكاملات الدالية ليس لها تعريفات صارمة (أو حتى عددية غير صارمة غالبا) يمكننا تعريف تكامل غاوسي دالي بشكل مشابه للحالة البعدية المحدودة. لا زالت هناك مشكلة، مع أن، {\displaystyle (2\pi )^{\infty }} هو لانهائي، أيضا المحدد الدالي سيكون لانهائياً أيضاً عموماً. ينبغي أخذ الحيطة هنا إذا اعتبرنا فقط النسب:
{\displaystyle {\frac {\int f(x_{1})\cdots f(x_{2N})e^{-\iint {\frac {A(x_{2N+1},x_{2N+2})f(x_{2N+1})f(x_{2N+2})}{2}}d^{d}x_{2N+1}d^{d}x_{2N+2}}{\mathcal {D}}f}{\int e^{-\iint {\frac {A(x_{2N+1},x_{2N+2})f(x_{2N+1})f(x_{2N+2})}{2}}d^{d}x_{2N+1}d^{d}x_{2N+2}}{\mathcal {D}}f}},}
{\displaystyle ={\frac {1}{2^{N}N!}}\sum _{\sigma \in S_{2N}}A^{-1}(x_{\sigma (1)},x_{\sigma (2)})\cdots A^{-1}(x_{\sigma (2N-1)},x_{\sigma (2N)}).}
في علامة دويت، تبدو المعادلة مطابقة للحالة البعدية المحدودة.

### بُعد نوني بحد خطي
إذا كانت A مرة أخرى، مصفوفة متماثلة معرفة موجباً، فإن
{\displaystyle \int e^{-{\frac {1}{2}}\sum _{i,j=1}^{n}A_{ij}x_{i}x_{j}+\sum _{i=1}^{n}B_{i}x_{i}}d^{n}x={\sqrt {\frac {(2\pi )^{n}}{\det {A}}}}e^{{\frac {1}{2}}{\vec {B}}^{T}A^{-1}{\vec {B}}}.}

### تكاملات شبيهة
{\displaystyle {\begin{aligned}\int _{0}^{\infty }x^{2n}e^{-x^{2}/a^{2}}\,dx&={\sqrt {\pi }}{\frac {(2n-1)!!}{2^{n+1}}}a^{2n+1}={\sqrt {\pi }}{\frac {\left(2n\right)!}{n!}}\left({\frac {a}{2}}\right)^{2n+1}\\\int _{0}^{\infty }x^{2n+1}e^{-x^{2}/a^{2}}\,dx&={\frac {n!}{2}}a^{2n+2}\end{aligned}}}

### كثيرات حدود عالية الرتبة
يمكن حل قوى كثيرات حدود أخرى بسهولة وذلك باستعمال المتسلسلات. على سبيل المثال، تكامل كثيرة الحدود
{\displaystyle {\begin{aligned}&\int _{-\infty }^{\infty }e^{ax^{4}+bx^{3}+cx^{2}+dx+f}\,dx\\&{}\quad ={\frac {1}{2}}e^{f}\!\!\!\!\!\!\!\!\sum _{\begin{smallmatrix}n,m,p=0\\n+p=0\mod 2\end{smallmatrix}}^{\infty }\!\!\!\!{\frac {b^{n}}{n!}}{\frac {c^{m}}{m!}}{\frac {d^{p}}{p!}}{\frac {\Gamma ({\frac {3n+2m+p+1}{4}})}{(-a)^{\frac {3n+2m+p+1}{4}}}}.\end{aligned}}}
المتطلب n + p = 0 mod 2 هو بسبب أن التكامل من −∞ إلى 0 يصحبه عامل مقداره (−1)n+p/2 لكل حد، بينما التكامل من 0 إلى +∞ يصاحبه معامل 1/2 لكل حد.
هذه التكاملات أصبحت تبني مواضيع مثل نظرية الحقل الكمي.